# Ollioules
Ollioules is een gemeente in het Franse departement Var (regio Provence-Alpes-Côte d'Azur) en telt 12.198 inwoners (1999). De plaats maakt deel uit van het arrondissement Toulon.

## Geografie
De oppervlakte van Ollioules bedraagt 19,9 km², de bevolkingsdichtheid is 613,0 inwoners per km².

## Verkeer en vervoer
In de gemeente ligt spoorwegstation Ollioules-Sanary.
De onderstaande kaart toont de ligging van Ollioules met de belangrijkste infrastructuur en aangrenzende gemeenten.

## Demografie
Onderstaande figuur toont het verloop van het inwonertal (bron: INSEE-tellingen).

## Geboren
- Charles Coste (1924), wielrenner
- Raymond Roche (1957), motorcoureur
- Christophe Castaner  (1966), leider La République en Marche, minister
- Hervé Banti (1977), triatleet
- Josuha Guilavogui (1990), voetballer
- Damien Joly (1992), zwemmer

## Overleden
- Pierre Lantier (1910-1998), componist en pianist
- Jean Dotto (1928-2000), wielrenner